# میشل قیسی
میشل قیسی (عربی: قصي ميشيل؛ زادهٔ ۱۲ سپتامبر ۱۹۶۲) با نام اصلی محمد قیسی یک هنرپیشه اهل مراکش-بلژیک است. وی از سال ۱۹۸۲ میلادی تا کنون فعالیت می‌کند.

## گزیده فیلم‌شناسی
از فیلم‌ها یا برنامه‌های تلویزیونی که وی در آن نقش داشته‌است می‌توان به آثار زیر اشاره کرد.
- رقص بریک (فیلم ۱۹۸۴) (۱۹۸۴)
- رینگ خونین (۱۹۸۸)
- زن نابودگر (۱۹۹۳)
- نیروی افراطی (۲۰۰۱)
- فالکلند من (۲۰۰۱)
- بارا (۲۰۱۴)
- قلب یک شیر (۲۰۱۵)
- کیک‌بوکسور: انتقام (۲۰۱۶)
- جایی برای انتقام (۲۰۱۹)